# 奥芬根
奥芬根是德国巴伐利亚州的一个市镇。总面积14.91平方公里，总人口4123人，其中男性2124人，女性1999人（2011年12月31日），人口密度277人/平方公里。